# Tour de Lombardie 1948
Le Tour de Lombardie 1948 est la 42e édition de cette course cycliste. Il est remporté par Fausto Coppi, à Milan.
La course est l'une des épreuves comptant pour le Challenge Desgrange-Colombo.

## Classement final
| Pos. | Coureur           | Pays     | Équipe | Temps              |
| ---- | ----------------- | -------- | ------ | ------------------ |
| 1    | Fausto Coppi      | Italie   |        | en 5 h 51 min 55 s |
| 2    | Adolfo Leoni      | Italie   |        | + 4 min 45 s       |
| 3    | Fritz Schaer      | Suisse   |        | + 4 min 45 s       |
| 4    | Alfredo Martini   | Italie   |        | + 4 min 45 s       |
| 5    | Vito Ortelli      | Italie   |        | + 4 min 45 s       |
| 6    | Antonin Rolland   | France   |        | + 4 min 45 s       |
| 7    | Giuseppe Cerami   | Belgique |        | + 4 min 45 s       |
| 8    | Giancarlo Astrua  | Italie   |        | + 4 min 45 s       |
| 9    | Pietro Giudici    | Italie   |        | + 4 min 45 s       |
| 10   | Settimio Simonini | Italie   |        | + 4 min 45 s       |